# 王效彤
王效彤（1970年2月—），男，汉族，山东单县人，中华人民共和国政治人物。现任山东省人民检察院副检察长、检察委员会委员。第十三、十四届全国政协委员。